# 雷蒙德·托马斯
雷蒙德·安东尼·托马斯三世（英語：Raymond Anthony Thomas III，1958年10月6日—），美国陆军上将退役，1980年从西点毕业，获得军官委任，曾任美国特种作战司令部第11任司令，于2016年3月30日上任，接替转任美国中央司令部司令的约瑟夫·沃特尔三世陆军上将。托马斯三世此前担任联合特种作战司令部司令。

## 军事生涯
雷蒙德·托马斯三世于1958年出生于宾夕法尼亚州，1980年毕业于西点军校， 曾在第75游骑兵团任职。2007年，托马斯被时任第一装甲师师长兼阿富汗北部多国师师长的马克·赫特林选中，从特种作战领域转到常规作战领域，作为第一装甲师副师长，担任赫特林的副手，这次人之中，他处理了复杂种族关系，与阿拉伯人和库尔德人紧密合作，处理情报的能力被赫特林称赞，2008年继续回到特种作战领域任职。从2010年到2012年， 托马斯担任联合特种作战司令部副司令。2012年至2013年，作为少将的托马斯，成为了负责指挥所有驻阿富汗的美军及北约部队所属特种部队的军官。从2001年一直到2013年，十数年间，托马斯在阿富汗任职，除短暂在第一装甲师外，经历丰富的特种作战岗位。
之后，托马斯晋升中将，回到本土，在中央情报局担任负责军事事务的副局长， 2014年8月，托马斯续任中将，接替晋升上将担任美国特种作战司令部司令的约瑟夫·沃特尔三世陆军上将，出任联合特种作战司令部司令。2016年3月30日，托马斯晋升上将，再次接替了转任美国中央司令部司令的约瑟夫·沃特尔三世陆军上将，担任美国特种作战司令部司令。